# بطولة تونس للكرة الطائرة للرجال 2009-2010
بطولة تونس للكرة الطائرة للرجال 2009-2010 هو الموسم رقم 55 من بطولة تونس للكرة الطائرة للرجال.

فاز بهذا الموسم السعيدية الرياضية.

## روابط خارجية
- الموقع الرسمي للجامعة التونسية للكرة الطائرة.